# Karl Heinz Lemmrich
Karl Heinz Lemmrich (* 28. September 1926 in Zella-Mehlis; † 24. April 2018) war ein deutscher Ingenieur und Politiker (CSU).

## Leben und Beruf
Nach dem Besuch der Oberschule wurde Lemmrich 1943 als Luftwaffenhelfer dienstverpflichtet. Er leistete 1944 Reichsarbeitsdienst und nahm 1944/45 als Soldat am Zweiten Weltkrieg teil, aus dem er als Kriegsbeschädigter heimkehrte. Anschließend setzte er seine schulische Laufbahn fort, bestand 1946 sein Abitur an der Oberschule und absolvierte dann eine Maurerlehre, die er 1949 mit der Gesellenprüfung abschloss.
Lemmrich siedelte nach Westdeutschland über und ließ sich in Bayern nieder. Er nahm 1947 ein Studium des Bauingenieurwesens an der Technischen Hochschule München auf, das er 1951 mit der Prüfung als Diplom-Ingenieur beendete. Im Anschluss war er als bauausführender und bauleitender Ingenieur in einer Bauunternehmung tätig.
Nach der Niederlegung des Bundestags-Mandats war er ab 1988 Technisches Vorstandsmitglied der Rhein-Main-Donau AG.

## Partei
Lemmrich beantragte am 19. Februar 1944 die Aufnahme in die NSDAP und wurde zum 20. April desselben Jahres aufgenommen (Mitgliedsnummer 9.963.763). 1946 trat er dann in die CDU Thüringen ein und wechselte nach seiner Übersiedlung 1947 zur CSU über. Er schloss sich der Jungen Union (JU) an, wurde 1958 zum Vorsitzenden der JU München gewählt und war von 1959 bis 1964 stellvertretender Vorsitzender der JU Bayern.

## Abgeordneter
Lemmrich gehörte dem Deutschen Bundestag von 1961 bis zu seiner Mandatsniederlegung am 28. Juli 1988 an. Er war zunächst über die Landesliste Bayern ins Parlament eingezogen, vertrat von 1965 bis 1980 den Wahlkreis Donauwörth und dann bis zu seinem Ausscheiden aus dem Bundestag den Wahlkreis Donau-Ries. Von 1972 bis zum 18. Juni 1974 war er stellvertretender Vorsitzender des Bundestagsausschusses für Verkehr und für das Post und Fernmeldewesen. Danach war er stellvertretender Vorsitzender des Bundestagsausschusses für Verkehr, den er seit 1976 als Vorsitzender leitete. Außerdem war er von 1976 bis 1980 stellvertretender Vorsitzender der CSU-Landesgruppe.

## Ehrungen
- 1976: Verdienstkreuz 1. Klasse der Bundesrepublik Deutschland
- 1983: Großes Verdienstkreuz der Bundesrepublik Deutschland
- 1988: Großes Verdienstkreuz mit Stern der Bundesrepublik Deutschland
- Bayerischer Verdienstorden

## Privates
Aus der Ehe mit seiner 1997 verstorbenen Frau Rosmarie hat Lemmrich eine Tochter und einen Sohn. Er lebte von 1970 bis 1989 in Rain, zog dann nach Sauerlach und wohnte dann in einem Seniorenheim in Holzkirchen. Bestattet wurde er am 3. Mai 2018 in Rott am Inn.